# Tidarren ephemerum
Tidarren ephemerum är en spindelart som beskrevs av Knoflach och van Harten 2006. Tidarren ephemerum ingår i släktet Tidarren och familjen klotspindlar.
Artens utbredningsområde är Madagaskar. Inga underarter finns listade i Catalogue of Life.